# Sports Car
Sports Car is een nummer van de Canadese zangeres Tate McRae uit 2025. Het is de derde single van haar derde studioalbum So Close to What.

## Achtergrondinformatie
In een interview zei McRae dat "Sports Car" "zo'n leuk nummer was om te schrijven". Volgens McRae gaat het nummer over de "adrenaline van liefde, seks en opwinding". Ze gebruikte de term "sportauto" als metafoor voor het gevoel van liefde. Daarnaast is het fluisterende refrein een verwijzing naar het Amerikaanse hiphopduo Ying Yang Twins. 
Het nummer werd een internationale hit en bereikte de 9e positie in McRae's thuisland Canada. In de Nederlandse Top 40 was het succes iets bescheidener; daar bereikte het de 32e positie.

## Tracklijst
Muziekdownload
1. "Sports Car" - 2:45